# Киси ла Колон
Киси ла Колон (фр. Cussy-la-Colonne) насеље је и општина у источном делу централне Француске у региону Бургоња, у департману Златна обала која припада префектури Бон.
По подацима из 2011. године у општини је живело 54 становника, а густина насељености је износила 8,87 становника/km². Општина се простире на површини од 6,09 km². Налази се на средњој надморској висини од 480 метара (максималној 563 m, а минималној 428 m).

## Демографија
| 1962. | 1968. | 1975. | 1982. | 1990. | 1999. | 2011. |
| ----- | ----- | ----- | ----- | ----- | ----- | ----- |
| 36    | 43    | 43    | 52    | 47    | 41    | 54    |

График промене броја становника у току последњих година